# Phorocera rufipalpis
Phorocera rufipalpis là một loài ruồi trong họ Tachinidae.